# Meragisa caulina
Meragisa caulina är en fjärilsart som beskrevs av William Schaus 1937. Meragisa caulina ingår i släktet Meragisa och familjen tandspinnare. Inga underarter finns listade i Catalogue of Life.